# Barrio (chanson)
Pour les articles homonymes, voir Barrio.
Singles de Mahmood
Rapide
Barrio est une chanson en italien interprétée par Mahmood en 2019.

## Clip
Le clip est sorti le 2 septembre 2019 sur YouTube et est réalisé par Attilio Cusani. Il cumule plus de 80 millions de vues.
La chanson raconte la fin d'une relation toxique et le clip montre deux jeunes hommes se regardant sans rien laisser transparaître aux autres et qui finissent par se rejoindre dans la nuit.

## Classement
| Classement | Position maximale | Certification     |
| ---------- | ----------------- | ----------------- |
| Italie     | 4                 | ITA : 2 × Platine |
| Grèce      | 61                |                   |